# Луцій Валерій Флакк (консул 152 року до н. е.)
Луцій Валерій Флакк (*Lucius Valerius Flaccus, д/н — 152 до н. е.) — політичний діяч часів Римської республіки.

## Життєпис
Походив з патриціанського роду Валеріїв. Син Луція Валерія Флакка, консула 195 року до н. е. Про молоді роки замало відомостей. У 163 році до н. е. стає курульним еділом. Разом із своїм колегою Луцієм Корнелієм Лентулом Лупом провів Мегалесійські ігри.
У 160 або 159 року до н. е. був міським претором. Відомо про його напис з якимось даром Флакка храму Асклепія у Римі. У 152 році до н. е. обирається консулом (разом з Марком Клавдієм Марцеллом) за підтримки останнього. Помер під час каденції, проте на його місце не було призначено консула-суфекта.

## Родина
- Луцій Валерій Флакк, консул 131 року до н. е.